# Mathías de Ritis
Mathías Agustín de Ritis Serrentino (ur. 31 stycznia 2003 w Montevideo) – urugwajski piłkarz występujący na pozycji lewego obrońcy, od 2024 roku zawodnik argentyńskiego Banfield.